# Cellach Tosach mac Donngaile
Cellach Tosach mac Donngaile (mort en 809) est roi des Uí Cheinnselaigh du sud Leinster. 
Il est issu du sept Sil Chormaic de cette lignée du Laigin et particulièrement de la branche qui contrôle le Uí Dróna - c'est-à-dire les baronnies d'Idrone dans l'actuel Comté de Carlow. Il est le fils de  Donngal mac Laidcnén (mort en 761), il succède à son oncle Cairpre mac Laidcnén (mort en 793). Il règne de 793 à 809.
Les Uí Dróna ont été le sept dominant du Uí Cheinnselaigh pendant la seconde moitié du VIIIe siècle. En 809 une guerre civile éclate entre les Uí Cheinnselaigh et Cellach est tué. Il est dénommé roi de Ráith Étain, près de Leighlinbridge, dans le comté de Carlow, la résidence royale du sept Sil Máeluidir dont aucun membre n'occupera plus jamais le trône.

## Sources
- Annales d'Ulster sur  at University College Cork
- (en) Gearoid Mac Niocaill (1972), Ireland before the Vikings, Dublin: Gill and Macmillan
- Livre de  Leinster, Rig Hua Cendselaig sur  at University College Cork